# Warcraft III: Reign of Chaos
Warcraft III: Reign of Chaos (česky Vláda chaosu) je strategická počítačová hra společnosti Blizzard Entertainment vydaná 5. července 2002 (v USA). Jde o druhé pokračování hry Warcraft: Orcs & Humans a třetí hru ve fiktivním světě Warcraft.
Datadisk ke hře Warcraft III: The Frozen Throne byl vydán s ročním odstupem 1. července 2003 (v USA).
Warcraft III obsahuje čtyři hratelné rasy, a to Lidi a Orky, kteří se již objevili v předešlých hrách, a noční elfy a nemrtvé, kteří jsou v příběhu Warcraftu noví . V single-player kampani si stejně jako ve StarCraftu zahrajete za všechny rasy v postupném příběhu. Mód multiplayer dovoluje hru proti jiným hráčům, přes internet, ale i hru proti počítačem kontrolovaným postavám stejně jako v single-player módu.

## Gameplay
Toto pokračování přineslo velké množství změn. Nejzásadnější změnou je přechod do 3D grafiky. K dvěma základním rasám, lidem a orkům, přibyly dvě nové: nemrtví (kteří se podobají Zergům ve Starcraftu) a noční elfové (někdy také označovaní jako temní elfové). Každá rasa má své specifické jednotky a budovy – ne každá z nich má přímý protějšek u ostatních ras. Významně vzrostl počet kouzel ve hře a schopností jednotek. Silné stránky ras jsou:
- Lidé: Silné obranné věže a obléhací stroje; sedláky lze vyzbrojit, aby pomohli v obraně města.
- Orkové: Nejsilnější pozemní jednotky, schopnost plenit nepřátelské budovy.
- Noční elfové: pohyblivost, lukostřelci; některé jednotky jsou v noci neviditelné, pokud se nepohybují.
- Nemrtví: oživování padlých bojovníků, početná armáda; pracovník nemusí čekat u rodící se stavby.

Třetí díl pokračuje v tom, v čem začal datadisk ke druhému dílu, v používání hrdinů. Každá rasa zde má tři hrdiny – mocné jednotky schopné nosit předměty (například léčivý lektvar), sbírat zkušenosti a postupovat v úrovních. Lidé mají paladina, arcimága a horského krále, nemrtví mají rytíře smrti, liche (nemrtvého mága) a pána děsu, orkové proroka, pána mečů a náčelníka Taurenů/Taurů a noční elfové měsíční kněžku, strážce lesa a lovce démonů. Na rozdíl od druhého dílu je zde k dispozici oživovací oltář, v němž se padlí hrdinové mohou oživit.
Dále se ve hře nachází tzv. „creeps“(krýps - krýpové), neutrální bytosti, které napadnou každého, kdo se přiblíží. Jejich pobitím hráč získá kouzelné předměty a zkušenosti pro hrdinu.
Jsou přidány různé typy útoků a brnění, takže například jednotka v lehkém brnění je silně zranitelná útokem některých nepřátel, ale málo zranitelná jinými (např. jezdec na vlku má velký bonus proti budovám).

## Děj
Děj hry začíná po mnohaletém klidu ve chvíli, kdy se mladému vůdci Hordy Thrallovi ve snu zjeví bývalý mocný kouzelník a nyní prorok Medivh a vyzve jej k ukončení bojů s Aliancí lidí, trpaslíků a gnómů a k opuštění země Lordaeronu a vyhledání západního kontinentu jménem Kalimdor. Thrall toto varování poslechne a společně s osvobozenými azerothskými orky (včetně svého přítele, náčelníka klanu Warsong Groma Hellscreama) odpluje.
Medivh v podobě havrana odletí do Lordaeronu, kde právě král Terenas jedná s arcimágem Antonidasem o nákaze, jež postihla severní území. Medivh se k diskuzi přidá a přesvědčuje krále k tomtéž kroku, k jakému přesvědčil Thralla. Terenas pokládá proroka za blázna a neuposlechne. Medivh poté letí do města kouzelníků, Dalaranu a zkusí přesvědčit Antonidase. Ten je však stejně skeptický jako Terenas. Jejich rozhovor tajně sledovala Antonidasova studentka Jaina Proudmoore. Antonidas ji pošle na pomoc lordaereonskému princi (Terenasově synovi, který je rovněž jejím přítelem a láskou z dětství) jménem Arthas Menethil, který mezitím se svým paladinským mistrem Utherem Lightbringerem zlikvidoval orkské pány mečů klanu Blackrock, jež napadli vesnici a obětovali část vesničanů démonům.
Poté se všichni tři střetávají s nemrtvými, které řídí kult "Zatracených" pod vedením necromancera Kel'Thuzada, kteří roztrušují po vesnicích nakažené obilí, které nejenže jeho poddané zabíjí, ale díky temné magii je přivede zpět k životu ve zvrácené formě. Společně pak trojice odhaluje stále chmurnější informace. Arthas je donucen vybít infikované město Stratholme (čehož se lord Uther a Jaina odmítli zúčastnit) a od Kel'Thuzada zjistí, že za vražděním a oživováním jeho lidu stojí pán děsu Mal’ganis. Frustrovaný z nemožnosti zabránit takové zkáze se Arthas vydá pomstít se na sever do země Northrendu, kde chce zabít Mal'ganise. Jainu Prodmoore, která odmítla Arthasovi asistovat s čistkou ve Stratholmu, navštíví prorok Medivh a přesvědčuje ji, aby odjela s lidmi do Kalimdoru, dokud je čas, čehož Jaina uposlechne.
Arthasovu výpravu na sever král Terenas odvolá. Princ se však své pomsty nevzdá a spálí lodě, aby se již nikdo nemohl vrátit, a čin svede na trolly. Také na severu potká skupinu trpaslíků, vedenou archeologem Muradinem Bronzebeardem, a společně se zmocní legendárního meče jménem Mrazivý smutek, po kterém trpaslíci pátrali. Je to sice mocná zbraň a Arthas se ho chopil v dobré víře, že se díky němu zbaví vychytralého pána děsu a ochrání svůj lid, ale cena je vysoká. Arthas vysvobozením meče z ledového podstavce téměř zabije Muradina, jenže Arthas se domnívá, že ho zabil úplně, a tak ho zde nechá. Síla tohoto meče sice pomohla zabít Mal’ganise, ale Arthas také meči zaprodal svou duši - byla to pouze první duše, která Mrazivý smutek nasytila.
Nyní je prostřednictvím meče Arthasovým pánem zlý duch, zvaný králů lichů, na jehož příkaz poté v Lordaeronu bez váhání zabije svého otce, krále Terenase. Pán děsu Tichondrius, vyslanec Plamenné legie, která na svět seslala Pohromu, proti které Arthas dříve bojoval, mu zadává příkazy, které Arthas také plní. Oživí liche Kel’Thuzada s pomocí Sluneční Studny v elfském království Quel’thalasu (při té příležitostí prastaré království zničí stejně jako své vlastní a z ochránkyně země Sylvanas Windrunner si udělá nemrtvou služebnici). Kel'Thuzad později v poraženém táboru orků kmene Blackrock v jednom portálu kontaktuje krále démonů Archimonda, jenž lichovi přikáže, aby našel knihu kouzel Medivha a s její pomocí ho mohl vyvolat. Pod Arthasovým velením Pohroma zaútočí na kouzelnické město Dalaran, pozabíjí mágy, najde knihu a vyvolá Archimonda. Ten pomocí magie rozdrtí Dalaran v prach. Ačkoliv měl král lichů svět připravit na příchod Plamenné legie a pánové děsu na něj při tom měli dohlížet, král lichů má své vlastní plány. Archimonde, Tychondrius a vládce Pánů pekel, Mannoroth, zahájí invazi a zdevastují Lordaeron.
Mezitím se Thrall a orkové vylodí v Kalimdoru, kde narazí na výzkumné expedice lidí, což opět skončí bojem. Thrall se spřátelí s vůdcem taurenů Cairnem a společně pak vyhledají proroka Medivha. U něj najdou vůdkyní přeživších z Lordaeronu, Jainu Proudmoore. Prorok jim řekne, že se lidé a orkové musí spojit a osvobodit Thrallova přítele, Gromma Helscreama, který se (znovu) společně se svým kmenem poddal démonické moci Plamenné legie, když se se svým klanem opět napili krve Mannorotha. Thrallovi se podaří osvobodit "nakažené" orky a s Grommem nakonec zabijí samotného Mannorotha, za což ale Gromm zaplatí životem.
V kampani za noční elfy se kněžka Tyrande Whisperwind marně brání náporům cizinců a nemrtvých a rozhodne se proto probudit mocného druida, svého milovaného Malfuriona Stormrage, a poté z vězení osvobodí také jeho bratra, lovce démonů Illidana. Malfurion však s jeho propuštěním kvůli Illidanově historii nesouhlasí. Illidan chce nočním elfům dokázat svou užitečnost a na Arthasův popud se zmocní magické Gul'danovy lebky (která ho napůl promění v démona) a zabije pána děsu Tichondria (ostatně právě proto král lichů Arthase za Illidanem poslal). Je však svým bratrem Malfurionem vyhnán, ačkoliv svým počínáním Plamennou legii značně oslabil. Elfové se nakonec spojí s orky a lidmi a u stromu světa, Nordrassilu, se postaví Archimodově armádě, v posledním pokusu o záchranu světa. Malfurion na poslední chvíli dokončí past a Archimonde se do ní chytí. Spolu se stromem světa jej zničí tisíce starobylých bludiček. Archimonda tak zničila samotná esence života na Azerothu.